# Das Mädchen mit den schwarzen Strümpfen
Das Mädchen mit den schwarzen Strümpfen (Originaltitel: The Girl in Black Stockings) ist ein US-amerikanischer Krimi aus dem Jahr 1957 von Howard W. Koch mit Anne Bancroft und Lex Barker in den Hauptrollen. Der Film basiert auf der Erzählung Wanton Murder von Peter Godfrey. In die deutschen Kinos kam der Film am 29. November 1957.

## Handlung
Der Rechtsanwalt David Hewson verbringt einige Urlaubstage in der Parry Lodge, einem Motel in Kanab, Utah. Ein Flirt mit der Motelmitarbeiterin Beth Dixon endet jedoch abrupt, als Beth eine Frauenleiche entdeckt. Das junge Partygirl Marsha Morgan, ebenfalls Gast im Motel, wurde brutal erstochen und am Ufer eines Sees liegengelassen. Bei den Ermittlungen stellt Sheriff Holmes schnell fest, dass mehrere Anwesende ein Motiv haben. So verheimlicht der gelähmte und im Rollstuhl sitzende Motelbesitzer Edmund Parry seine Abneigung gegenüber dem ermordeten Mädchen nicht. Auch Edmunds Schwester Julia gerät in Verdacht. Während der Ermittlungen checkt ein neuer Gast, Joseph Felton, ins Motel ein. Als Sheriff Holmes den alternden Schauspieler Grant, welcher mit dem deutlich jüngeren Starlet Harriet im Hotel wohnt, befragt, torkelt der Hotelangestellte Joe mit einem blutigen Messer in der Hand in den Frühstücksraum. Der betrunkene Joe wirkt verwirrt und greift trotz Polizeipräsenz Beth an. Holmes lässt Joe verhaften und das Messer untersuchen.
Beth, die von Julia kurzfristig die Telefonvermittlungsstelle übernommen hat, hört zufällig einen Anruf des neuen Gastes Feltons mit, in dem über den Mord an Marsha gesprochen wird. Edmund kommt der neue Gast aus der Großstadt verdächtig vor. Nach einem Gespräch zwischen Edmund und Felton wird der Gast am nächsten Morgen ertrunken im Schwimmbecken gefunden. Inzwischen wurde das bei Joe gefundene Messer aus der Hotelküche als mögliche Tatwaffe identifiziert. Joe beteuert seine Unschuld und behauptet, lediglich Kaninchen gejagt zu haben.
Nachdem sich der ermordete Felton als Privatdetektiv herausstellt hat, verfolgt Holmes den letzten Anruf des Toten, ermittelt den Gesprächspartner als einen gewissen Pentriss aus Pittsburgh. David hegt mittlerweile ernsthafte Gefühle für Beth. Auf einem Ausritt berichtet Beth David von ihrer unglücklichen Ehe in viel zu jungen Jahren, ihrem Misstrauen gegenüber Männern und ihrer Vorsicht bei neuen Beziehungen. Sie sei froh, nach langem Umherstreunen nun bei Parry eine Anstellung gefunden zu haben. David zeigt sich verständnisvoll, gibt die Hoffnung auf eine feste Beziehung aber nicht auf. Indessen hat Sheriff Holmes den letzten Kontakt Marshas in der Tatnacht als Frankie Pierce identifiziert. Der Sheriff sucht Frankie zur Befragung auf seiner Arbeit, einem Sägewerk, auf. Als Pierce die Polizei sieht, wirkt er verunsichert, aus Angst als Tatverdächtiger verhaftet zu werden, stürzt er versehentlich in einen automatischen Sägewagen und stirbt.
Edmund und Julia haben David, Beth sowie Norman und Harriet zum gemeinsamen Abendessen eingeladen. Harriet trinkt im Verlauf des Abends zu viel. Um sich für den schönen Abend zu bedanken, küsst und umarmt das betrunkene blonde Mädchen Edmund. Edmund und Julia ist die Situation sichtlich peinlich. In der Nacht wird Norman in seinem Hotelzimmer niedergeschlagen und Harriet auf die gleiche Weise wie Marsha erstochen. Aufgrund der Vorkommnisse beim Abendessen verdächtigt David zunächst Julia und befragt Edmund, dessen Behinderung er einen Moment sogar anzweifelt, in seinem Haus. Der verbitterte Mann gibt gegenüber dem Anwalt an, unabhängig von der Schuldigkeit seiner Schwester auf jeden Fall ein Alibi zu geben.
Auf dem Rückweg zum Hotel sieht David am Eingang der Moqui Höhle Julias geparktes Auto stehen. Nachdem der Anwalt gehalten hat, sieht er Julia niedergestochen am Boden liegen und die mit einem Messer über sie kniende Beth. Diese behauptet, Julia hätte sie angegriffen und sie musste sich verteidigen. Kurz darauf trifft die Polizei mit einem unbekannten Mann ein. Als Beth in diesem den mysteriösen Anrufer Pentris erkennt, bricht sie in Davids Armen in Tränen aus.
Am nächsten Morgen erfährt David vom Sheriff, dass Beth mit geändertem Aussehen und unter falschem Namen aus einer psychiatrischen Klinik in Pittsburgh geflohen ist. Die beiden Frauen wurden von Beth ermordet, die sie an ihr früheres Leben erinnert haben. Der durch ihren Mann Pentriss angeheuerte Felton starb, weil er auf der Spur des Mädchens war. Betroffen blickt David der festgenommenen Beth hinterher und bemerkt gegenüber dem Sheriff, sich wohl in die falsche Frau verliebt zu haben.

## Rezeption
Der Filmdienst bezeichnet den Film als „Unglaubwürdig motivierte[r]n Kriminalfilm, mühsam auf Thriller getrimmt“.
Cinema beschreibt den Film als „Reizvolle[r]n kleine[r]n B-Film, dessen Drehbuch Parallelen zu "Psycho" aufweist.“
Die Programmzeitschrift Prisma lobt in dem „...düstere[n] Thriller ohne Happy End […] die skurrile Zeichnung der Figuren und die ungewöhnliche Mordgeschichte.“

## Hintergrund

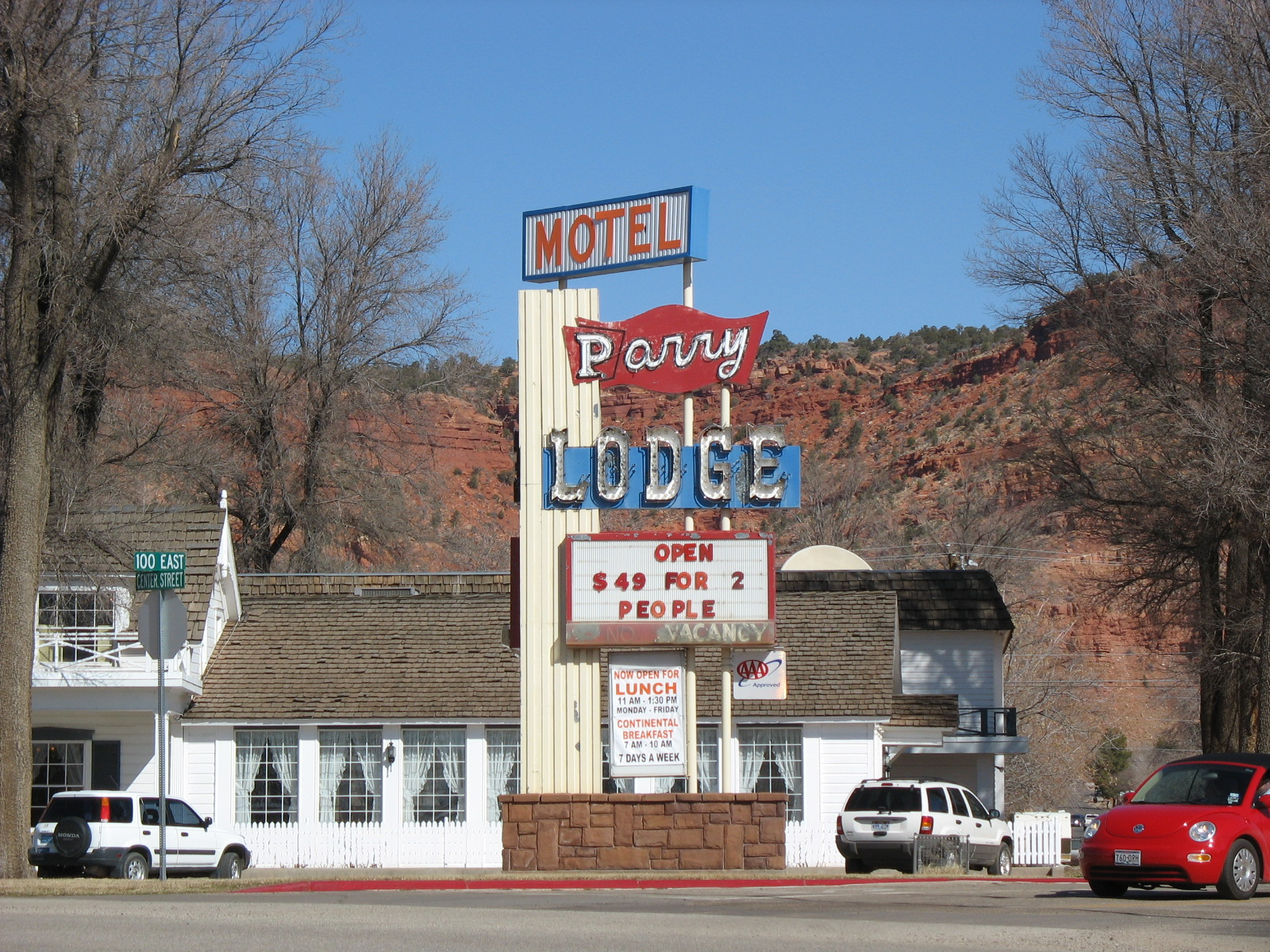
Parry Lodge Kanab Utah

Gedreht wurde an den Originalschauplätzen in Utah. Die Parry Lodge existiert tatsächlich und ist ein beliebter Unterkunftsort für in der Gegend arbeitende Filmteams.

## Synchronisation
Die deutsche Synchronisation fand 1957 bei der Ultra-Film Synchron GmbH in Berlin statt.
| Darsteller         | Synchronsprecher      | Rolle               |
| ------------------ | --------------------- | ------------------- |
| Lex Barker         | Gert Günther Hoffmann | David Hewson        |
| Anne Bancroft      | Sigrid Lagemann       | Beth Dixon          |
| Karl MacDonald     | Axel Monjé            | Deputy Sheriff Fred |
| Richard H. Cutting | Friedrich Joloff      | Dr. John Aitkin     |
| Ron Randell        | Horst Niendorf        | Edmund Parry        |
| Gene O’Donnell     | Werner Peters         | Felton              |
| Gerald Frank       | Rainer Brandt         | Frankie Pierce      |
| Larry Chance       | Gerd Martienzen       | Joe                 |
| Marie Windsor      | Edith Schneider       | Julia Parry         |
| John Holland       | Siegfried Schürenberg | Norman Grant        |
| Stuart Whitman     | Herbert Stass         | Prentiss            |
| John Dehner        | Wolf Martini          | Sheriff Jess Holmes |
| Mamie Van Doren    | Ilse Kiewiet          | Harriet Ames        |
| Mickey Whiting     | Erich Poremski        | Deputy Sheriff Hilb |